# Fresh (Sly & the Family Stone)
Fresh è il sesto album discografico del gruppo soul/funk/rock Sly & the Family Stone, pubblicato negli Stati Uniti il 30 giugno 1973 su etichetta Epic Records.
Nel 2003 l'album è stato classificato dalla rivista Rolling Stone alla posizione numero 186 nella lista dei migliori 500 album di ogni tempo.

## Il disco
La traccia di maggior successo dell'album è la celebre If You Want Me to Stay. Altri brani notevoli sono Frisky e Que sera, sera (Whatever Will Be, Will Be), una cover del brano cantato da Doris Day nel film del 1956 di Alfred Hitchcock L'uomo che sapeva troppo, qui interpretato da Rose Stone. Que Sera, Sera è inoltre l'unica cover di un brano non della band presente in un disco ufficiale degli Sly & the Family Stone. La foto di copertina che ritrae uno scatenato Sly Stone è opera di Richard Avedon.
Come per There's a Riot Goin' On, Stone rielaborò parecchie volte i nastri master del materiale presente su Fresh, remixandolo incessantemente e ri-registrando le tracce base svariate volte. Come risultato, si conosce l'esistenza di almeno una decina di versioni differenti delle tracce sull'album. Nel 1991, la Sony Music, diventata proprietaria del catalogo Epic, pubblicò accidentalmente una versione di Fresh in CD che conteneva versioni alternative di tutte le tracce ad eccezione di In Time, rimasta identica a quella pubblicata nel '73. La Sony lasciò nei negozi la versione con i pezzi differenti il tempo necessario per farla acquistare dai fan, e poi la ritirò dal mercato sostituendola con la versione standard dell'album del 1973. Quando la Sony BMG ristampò Fresh in CD per il quarantesimo anniversario degli Sly & the Family Stone, furono inclusi cinque missaggi alternativi di brani come tracce bonus. Queste tracce sono estremamente simili, se non identiche, a quelle alternative pubblicate nel 1991.
Miles Davis rimase così impressionato dalla canzone In Time presente sull'album, che la fece ripetutamente ascoltare ai membri della sua band per circa trenta minuti di seguito. Brian Eno citò Fresh come "opera spartiacque" nella storia della tecnica di registrazione in studio, «dove gli strumenti ritmici, in particolare il basso e la batteria, improvvisamente diventano gli strumenti più importanti nel missaggio».
George Clinton, che reputa Fresh uno dei suoi album preferiti, convinse in seguito i Red Hot Chili Peppers a reinterpretare il brano If You Want Me to Stay sul loro secondo album, Freaky Styley prodotto da Clinton.

## Tracce
- Tutti i brani sono opera di Sly Stone, eccetto dove indicato.

Lato 1
1. In Time – 5:48
2. If You Want Me to Stay – 3:01
3. Let Me Have It All – 2:56
4. Frisky – 3:12
5. Thankful N' Thoughtful – 4:41

Lato 2
1. Skin I'm In – 2:55
2. I Don't Know (Satisfaction) – 3:51
3. Keep on Dancin' – 2:23
4. Qué Será, Será (Whatever Will Be, Will Be) (Ray Evans, Jay Livingston) – 5:23
5. If It Were Left Up to Me – 1:56
6. Babies Makin' Babies – 3:38

Bonus tracks ristampa CD
1. Let Me Have It All (alternate mix) – 2:19
2. Frisky (alternate mix) – 3:27
3. Skin I'm In (alternate mix) – 2:48
4. Keep On Dancin' (alternate mix) – 2:44
5. Babies Makin' Babies (alternate version) – 4:20

## Crediti
- Sly Stone: voce, organo, chitarra, basso, pianoforte, armonica a bocca
- Freddie Stone: voce, chitarra
- Rose Stone: voce, pianoforte, tastiere
- Cynthia Robinson: tromba
- Jerry Martini: sassofono
- Pat Rizzo: sassofono
- Rusty Allen: basso in In Time, Let Me Have it All, e Keep On Dancin'
- Larry Graham: basso in Que Sera, Sera (Whatever Will Be, Will Be) e If It Were Left Up To Me (non accreditato)
- Andy Newmark: batteria
- Little Sister (Vet Stone, Mary McCreary, Elva Mouton): cori
- Karat Faye: ingegnere del suono